# Far Cry (película)
Far Cry es una película de acción alemana en inglés de 2008 adaptada libremente del videojuego homónimo. Fue dirigida por Uwe Boll y protagonizada por Til Schweiger. Fue un gran fracaso de taquilla y recibió críticas negativas.

## Trama
Durante la noche en una jungla, se muestra a un escuadrón de mercenarios rastreando a varios sujetos de prueba que escaparon, solo para ser asesinados por un mutante solitario. Su empleador, el Dr. Lucas Krieger (Udo Kier), es informado sobre el evento y se le pide que detenga su investigación, pero él se niega a hacerlo. Luego, la película pasa a Valerie Cardinal (Emmanuelle Vaugier), una periodista estadounidense que recibe en secreto información sobre los acontecimientos y la verdad sobre la investigación de Krieger por parte de un informante. Ella acepta reunirse con él en persona en una remota isla del sur de Asia para recibir al resto.
Para llegar a la isla, Valerie contrata al capitán Jack Carver (Til Schweiger), un agente retirado de las fuerzas especiales, para que la lleve a la isla. Durante el viaje, le revela a Jack que su informante es su tío, Max Cardinal (Ralf Moeller), quien, según ella, sirvió con Jack; pero él niega haberlo conocido. El barco de Jack llega a la isla. Sin embargo, resulta que los mercenarios de Krieger atraparon a Max y lo obligaron a revelar el lugar de la reunión. Valerie es capturada y el barco acaba destruido, aunque Jack logra escapar, y le roba un arma a un guardia cercano después de noquearlo y rescata a Valerie. Él insiste en que abandonen la isla, aunque ella se niega a irse sin Max.
Jack y Valerie secuestran un vehículo mercenario y se dirigen a su recinto principal, donde son capturados una vez más. Jack es encerrado en una celda vacía con un exmiembro del personal de cocina. Mientras intentan escapar, Valerie se ve obligada a cenar con Krieger, quien ordena a los mercenarios que liberen a Max (que se ha transformado en mutante) sobre Jack y el cocinero cuando los ve en la cámara tratando de escapar. Después de una breve pelea, Jack logra convencer a Max de que rechace la programación de Krieger. Max luego ataca a los mercenarios y libera a los otros mutantes.
Los mutantes, enfurecidos por lo que Kreiger les hizo, intentan matar a todos los humanos de la isla. Después de sufrir numerosas bajas, la mitad de los mercenarios sobrevivientes se dan cuenta de que Krieger está loco, lo abandonan y se unen a Jack para escapar de la isla. La otra mitad de los mercenarios siguen siendo leales a Krieger e intentan ayudarlo a recuperar el control. Los dos bandos comienzan a luchar entre sí y contra los mutantes al mismo tiempo.
A medida que avanza la batalla, Max es asesinado a tiros por la sádica segunda al mando de Krieger, Katia Chernov (Natalia Avelon), mientras que los mercenarios son rápidamente abrumados y masacrados por los mutantes. Esto deja solo con vida a Krieger, Katia, Jack, Valerie y el cocinero. Mientras intenta encontrar a Valerie, Jack es sorprendido por Katia, quien también intenta matarlo. Después de tratar con ella, encuentra a Valerie y le cuenta la verdad de lo que le pasó a su tío. El cocinero, Jack y Valerie secuestran un barco en los muelles. Cuando Krieger aparece, esperando encontrar un barco para salir de la isla, no encuentra ninguno esperándolo.
La película termina con Jack en una relación con Valerie, con un barco nuevo para poder seguir trabajando como patrón; También contrata al cocinero para que se una a su tripulación. Valerie, que resulta ser una agente encubierta de la CIA, continúa su trabajo para la agencia mientras viaja con Jack.

## Reparto
- Til Schweiger como Jack Carver
- Emmanuelle Vaugier como Valerie Cardinal
- Udo Kier como el Dr. Lucas Krieger
- Natalia Avelon como Katia Chernov
- Craig Fairbrass como Jason Parker
- Michael Paré como Paul Summers
- Ralf Moeller como Max Cardinal
- Chris Coppola como Emilio
- Mike Dopud como líder
- Don S. Davis como el General Roderick
- Jay Brazeau como Ralph
- Michael Rogers como el mercenario Kelly
- Anthony Bourdain como científico
- Tyron Leitso como científico de operaciones

## Producción
Uwe Boll obtuvo los derechos de una película de Far Cry de Crytek, supuestamente antes del lanzamiento del videojuego. En una entrevista de octubre de 2006, Boll dijo que la producción de la película comenzaría en mayo de 2007. La película se estrenó el 2 de octubre de 2008 en Alemania.

## Recepción
Far Cry recibió críticas negativas, y la mayoría de los críticos dijeron que la película no le hace justicia al juego en el que se basó. IGN le dio un 3 sobre 10 y dijo: «Quizás algún día las compañías de juegos aprendan a ser más exigentes con los directores que eligen para realizar sus productos en la pantalla grande. Los fanáticos del juego, y los fanáticos de las películas en general, estarían evitándola a toda costa. A menos, por supuesto, que tu propósito sea burlarte».

## Adaptación
En 2013, Variety informó que Ubisoft estaba desarrollando otra película de Far Cry (basada en el videojuego Far Cry 3) junto con una película de Watch Dogs y Raving Rabbids, esta vez, producida por Ubisoft Motion Pictures, sin embargo, fue adaptada posteriormente, en su lugar, en una serie de Netflix.